# Jaroslav Štumpf
Jaroslav Štumpf (2 dicembre 1914 – 8 febbraio 1979) è stato un calciatore e allenatore di calcio cecoslovacco, di ruolo difensore.
Ha giocato 119 match nel campionato cecoslovacco segnando 10 reti e rappresentando la nazionale del protettorato boemo-moravo in tre occasioni. Da manager, ha allenato lo Sparta Praga tra il 1962 ed il 1964.

## Palmarès

### Giocatore

#### Competizioni nazionali
- Campionato cecoslovacco: 3

Sparta Praga: 1938-1939, 1943-1944, 1945-1946

### Allenatore

#### Competizioni nazionali
- Coppa di Cecoslovacchia: 1

Sparta Praga: 1963-1964